# Anthony Aquino
Anthony Aquino (ur. 1 sierpnia 1982 w Mississauga, Ontario) – włoski hokeista pochodzenia kanadyjskiego. Reprezentant Włoch.
Jego brat Luciano (ur. 1985) także został hokeistą.

## Kariera
- Bramalea Blues (1998-1999)
- Merrimack College (1999-2002)
- Oshawa Generals (2002-2003)
- Chicago Wolves (2003)
- Gwinnett Gladiators (2003-2004)
- Ritten Sport (2004-2005)
- Adler Mannheim (2005-2006)
- Stavanger Oilers (2006)
- IFK Arboga (2006)
- HC Pustertal–Val Pusteria (2006-2007)
- SG Pontebba (2007-2009)
- HC Valpellice (2009-2011)
- Brûleurs de Loups de Grenoble (2011-2012)
- HC Valpellice (2012-2013)
- Ciarko PBS Bank KH Sanok (2013-2014)
- Odense Bulldogs (2014-2015)
- Rungsted Ishockey (2015-2016)

Urodził się w Kanadzie. W Ameryce Północnej występował w ligach NCAA, OHL w ramach CHL, AHL, ECHL. W międzyczasie w drafcie NHL z 2001 został wybrany przez Dallas Stars. W 2004 przeprowadził się do Włoch i występował w lidze włoskiej, a następnie w niemieckiej DEL, szwedzkiej Allsvenskan (hokej na lodzie) i francuskiej Ligue Magnus. Od połowy października 2013 zawodnik Ciarko PBS Bank Sanok. W debiutanckim meczu 25 października strzelił gola w 46. sekundzie meczu, a następnie zaliczył dwie asysty. Na początku stycznia 2014 odszedł z klubu na własną prośbę. Od 12 stycznia 2014 do marca zawodnik duńskiego klubu Odense Bulldogs w tamtejszej superlidze. W kwietniu 2014 przedłużył umowę. Od maja 2015 zawodnik duńskiego klubu Rungsted Ishockey. W styczniu 2016 przerwał karierę i odszedł z klubu.

## Sukcesy
Klubowe
- Puchar Włoch: 2008 z SG Pontebba, 2013 z HC Valpellice
- Srebrny medal mistrzostw Francji: 2012 z Grenoble
- Srebrny medal mistrzostw Włoch: 2013 z HC Valpellice
- Finał Pucharu Polski: 2013 z Ciarko PBS Bank KH Sanok

Indywidualne
- NCAA 1999/2000:
  - Skład gwiazd pierwszoroczniaków
- NCAA 2000/2001:
  - Drugi skład gwiazd
- NCAA 2002/2003:
  - Drugi skład gwiazd
- Ligue Magnus 2011/2012:
  - Szóste miejsce w klasyfikacji kanadyjskiej w fazie play-off: 18 punktów[12]